# NGC 2419
NGC 2419 (Caldwell 25) est un amas globulaire situé dans la constellation du Lynx. Il a été découvert par l'astronome germano-britannique William Herschel le 31 décembre 1788.
Selon le classement Shapley-Sawyer (en), cet amas est de classe II.
Deux mesures non basées sur le décalage vers le rouge (redshift) donnent une distance de 89 ± 3 kpc (∼290 000 al).

## Caractéristiques de NGC 2419

### Orbite et période orbitale
On appelle aussi NGC 2419 le « vagabond intergalactique » parce qu'on croyait à tort qu'il n'était pas en orbite autour de la Voie lactée. Son orbite le conduit à une distance plus grande que celle des Nuages de Magellan. Il est donc beaucoup plus loin du bulbe de la Voie lactée que les autres amas globulaires, mais on peut considérer qu'il est lié à notre galaxie par la gravité. Cependant, à cette grande distance, NGC 2419 prend environ 3 milliards d'années pour compléter une orbite autour de la Voie lactée.
Comme pour l'amas Omega Centauri (NGC 5319), on a émis l'hypothèse que NGC 2419 pourrait être ce qui reste d'une galaxie naine sphéroïdale dissociée et capturée par la Voie lactée.

### Luminosité et masse
On peut observer NGC 2419 avec un petit télescope amateur, car sa magnitude apparente est de 10,3. Avec une magnitude absolue de -9,42, la luminosité de cet amas est l'une des plus élevées de tous les amas globulaires de la galaxie. Avec une masse estimée à plus de 900 000 {\displaystyle M_{\odot }}, il est aussi parmi les amas les plus massifs de notre galaxie.

### Âge de NGC 2419
Une étude du diagramme H-R d'un amas globulaire permet d'estimer son âge. Une étude du diagramme H-R pour NGC 2419 lui confère un âge d'un peu moins de 10 milliards d'années, ce qui en soi est assez étonnant, vu l'âge de la plupart des étoiles du halo qui est semblable à celui de l'Univers, soit 13,8 Ga Cependant, selon une étude publiée en 2010, son âge à 12,3 milliards d'années. Selon cette même étude, la métallicité de NGC 2419 est estimée à -2,14 [Fe/H].

## Galerie

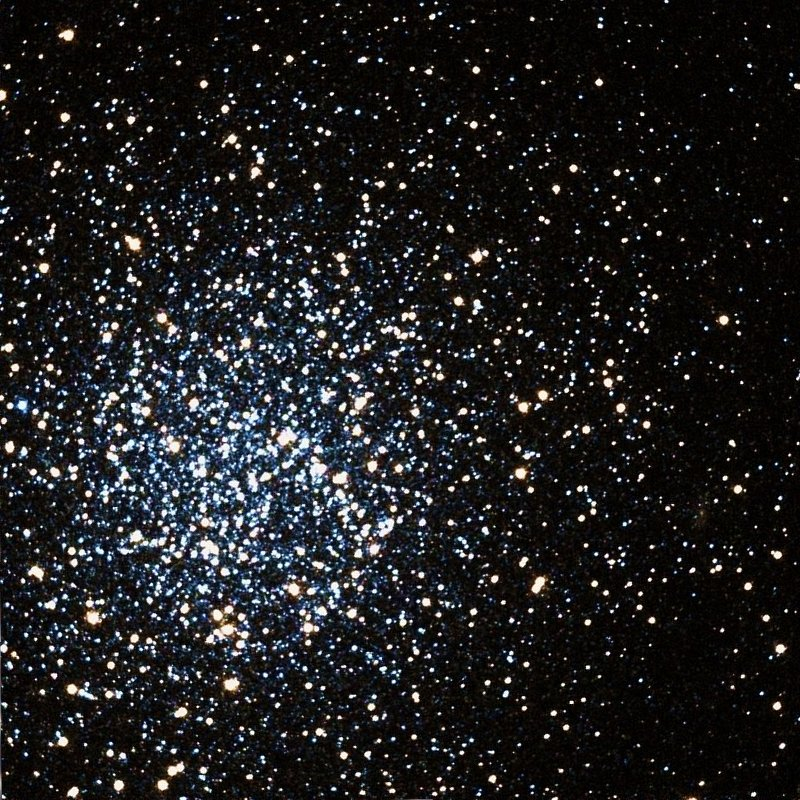
NGC 2419 par le télescope spatial Hubble.
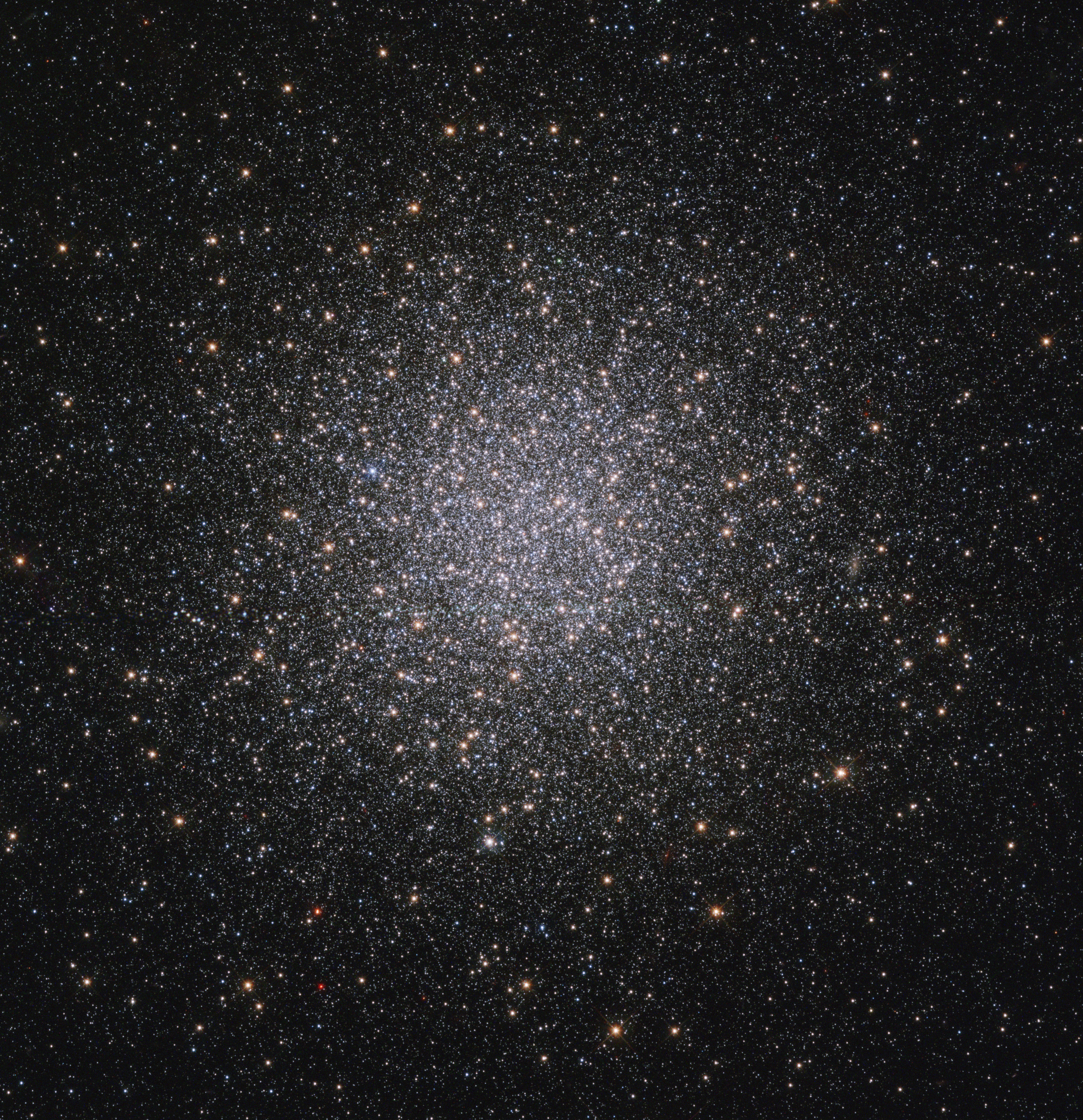
Une autre photo de NGC 2419 par le télescope spatial Hubble.
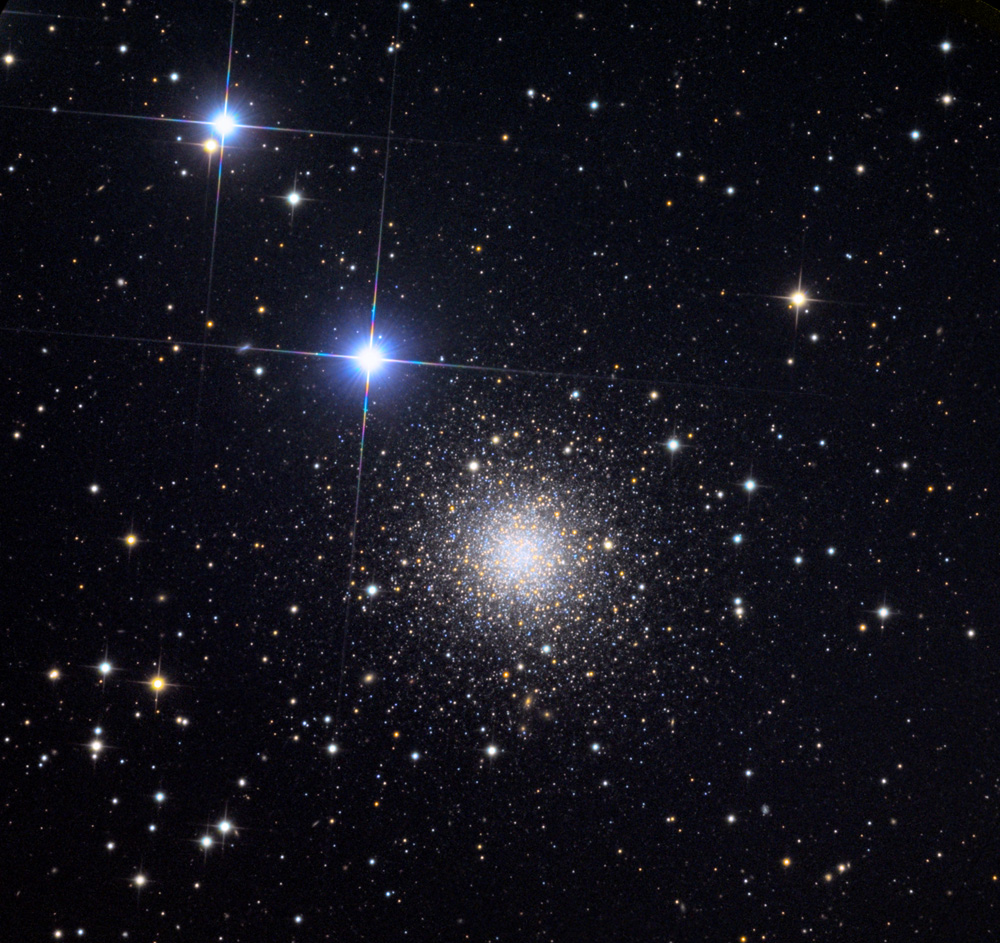
NGC 2419 par Adam Block (Observatoire du mont Lemmon/Université de l'Arizona).